# Rocket Internet
A Rocket Internet SE egy berlini székhelyű német internetes inkubátor. A 2007-ben a Samwer testvérek, Marc, Oliver und Alexander Samwer által alapított vállalat világszerte számos startupban szerzett részesedést.

## Stratégia
Az internetes inkubátorok, így a Rocket Internet is általában kezdő tőkével támogatja az induló online vállalkozásokat, átsegíti őket a kezdeti nehézségeken és igyekszik a lehető legrövidebb idő alatt működőképessé és ütőképessé tenni a vállalkozásokat. A Rocket Internet ebből a célból gyakran ültet át az Egyesült Államokban már sikeresen működő üzleti modelleket más célországokba.

## Nemzetközi terjeszkedés
A vállalat céltudatos nemzetközi terjeszkedésének eredményeként jelenleg elsősorban a BRIC országokban létrejövő online vállalkozásokat segíti tőkével. A cég 2013-ban öt kontinens 25 országában rendelkezik telephellyel. A Rocket Internet indította többek között a Zalando GmbH-t, amelyet a berlini székhelyről 14 országban működtet, de a cég az orosz, japán és brazil piacon is indított üzletet.

## Magyarországi érdekeltség
A Rocket Internet az utóbbi években több berlini székhelyű startupot hozott be a magyar piacra, mint például a Wimdu, a Foodpanda.

## Kritika
A Rocket Internet stratégiáját gyakran éri kritika, mivel már sikeresen működő vállalkozások üzleti modelljét másolja. A kritikák következtében a cég menedzsmentjének egy része elhagyta a vállalkozást és megalapította a Project A Ventures inkubátort.